# Hanns Jelinek
Hanns Jelinek (* 5. Dezember 1901 in Wien, Österreich-Ungarn; † 27. Jänner 1969 ebenda; Pseudonyme: Hanns Elin, H. J. Hirsch, Jakob Fidelbogen) war ein österreichischer Komponist und Musikpädagoge.

## Leben
Sein Vater war Arbeiter (Maschinenwärter, gestorben 1917). Mit 6 Jahren erhielt er Violin- und mit 7 Klavierunterricht. 1918 wurde er Mitglied der neugegründeten Kommunistischen Partei Österreichs. Nach seiner Teilnahme 1918/19 am Arnold Schönbergs Seminar für Komposition an der Schwarzwaldschule in Wien mit den Schwerpunkten Kontrapunkt und Harmonielehre und nach dem Privatunterricht bei Schönbergs Schüler Alban Berg nahm er 1920 ein Studium an der Wiener Musikakademie auf. Sein Lehrer war Franz Schmidt. Er brach jedoch 1922 dieses Studium aus finanziellen Gründen ab und erlernte weiter den Komponistenberuf als Autodidakt.

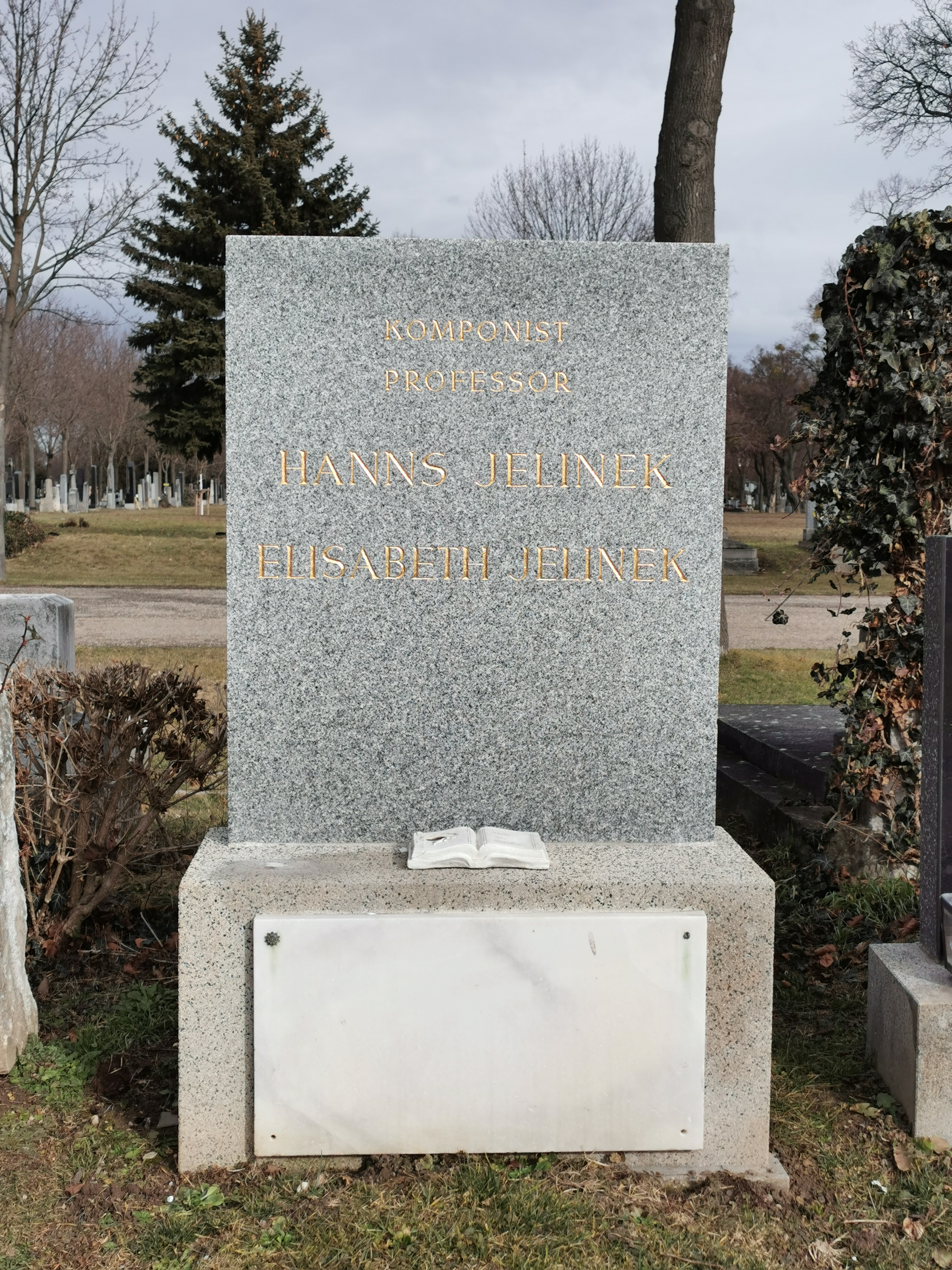
Grabstätte von Hanns Jelinek

Um seinen Lebensunterhalt als freischaffender Komponist bestreiten zu können, trat er fortan als Pianist in Bars und Kinos auf und komponierte unter dem Pseudonym Hanns Elin Unterhaltungsmusik und Schlager. Elin stand 1944 in der Gottbegnadeten-Liste des Reichsministeriums für Volksaufklärung und Propaganda.
Seit 1934 (angefangen mit seinem 2. Streichquartett op. 13) sind alle seine mit Opuszahlen versehene Werke in der Zwölftontechnik geschrieben. 1956 in seinen Three Blue Sketches op. 25 verbindet Jelinek Dodekaphonie und Jazz.
Erst im Jahre 1958 trat er eine Stellung als Lehrer an der Hochschule für Musik in Wien an. 1965 übernahm er eine Professur an der dortigen Hochschule. Unter seinen Schülern: Petr Kotík, Gunnar Sønstevold, Walter Szmolyan, Igor Štuhec, Erich Urbanner, Bojidar Dimov und Heinz Karl Gruber.
Hanns Jelinek wurde in einem ehrenhalber gewidmeten Grab auf dem Wiener Zentralfriedhof (Gruppe 40, Nummer 22) beigesetzt.

## Auszeichnungen
- 1932: John-Hubbard-Preis
- 1947: Preis der Stadt Wien für Musik[6]
- 1966: Großer Österreichischer Staatspreis für Musik[7]

## Werke (Auswahl)
Sein kompositorisches Schaffen umfasst neben den „ernsten“ Kompositionen: 6 Sinfonien, 2 Streichquartette, Liedern, Kammermusikwerke, Suiten, Kanons auch „leichte“ Genres sowie Operetten, Chansons wie auch Filmmusik. In der Umsetzung der Zwölftontechnik in seinen Kompositionen ist der Einfluss seines Lehrers Schönberg zu erkennen. Jelinek verfasste darüber hinaus im Rahmen seiner Lehrtätigkeit an der Wiener Musikhochschule mehrere musiktheoretische Schriften, vorrangig zum Thema der Zwölftontechnik.

### Kompositionen
- 13 kleine Lieder für Gesang und Klavier op. 1 (1927) OCLC 24393336
  - I  Frühlingsgruss, Text: Joseph von Eichendorff
  - II  Frühlingsbotschaft, Text: Heinrich Heine
  - III  Die Weide im Wind, Text: Hans Bethge
  - IV  Schliesse mir die Augen beide, Text: Theodor Storm
  - V  Jägerlied, Text: Eduard Mörike
  - VI Juli, Text: Theodor Storm
  - VII  Frühlings Ende
  - VIII Einsam
  - IX Liebeskummer
  - X Ein krankes Glied, das gesunden will
  - XI Not
  - XII Ermunterung
  - XIII Ihr
- Präludium, Passacaglia und Fuge für Flöte, Klarinette, Horn, Fagott und Streichquintett  op. 4 (1922), Universal-Edition, Wien, 1967 OCLC 1433973
- Drei Chansons nach Texten von Erich Kästner für Gesang und Klavier (1930)
  - I  Monolog des Blinden, Universal-Edition, Wien, 1932 OCLC 81086530
  - II  Fantasie von Übermorgen, Universal-Edition, Wien, 1932 OCLC 81086530
  - III  Maskenball im Hochgebirge OCLC 53106890
- Vier kleine Kammermusiken op. 9 OCLC 165704980
  - III  Sechs Aphorismen für 2 Klarinetten und Fagott OCLC 909259198  IV  Sonatine für Klavier OCLC 165704980
- 1. Streichquartett op. 10 (1931)
- Suite für Streichorchester op. 11 (1931) OCLC 32422438
- Sinfonia concertante (Sinfonie Nr. 4) für Streichquartett und großes Orchester op. 12 (1931) OCLC 725236598
- 2. Streichquartett op. 13 (1934–35) I Allegro II Allegretto grazioso III Adante von variazioni IV Vivo, eingespielt vom Sándor Végh Quartett OCLC 1083643138
- Drei Sätze für Streichorchester op. 13b,  Möseler, Wolfenbüttel, 1959 OCLC 724043534
- Bubi Caligula Operette (1947–53) OCLC 724047165
- Zwölftonwerk op. 15 (1947–52) OCLC 488202654
  - I  Vier zweistimmige Inventionen in denen die vier Modi der Reihe vorgestellt werden für Klavier
  - II  Sechs kleine Charakterstücke in denen mittels ein und derselbeu Form der Reihe die unterschiedlichsten Charaktere dargestellt werden für Klavier I Fliessend II Flatternd III Gehetzt IV Gesanglich V Trotzig VI Tänzelnd   OCLC 940616913
  - III  Drei Tanzstücke in denen aus je einer einzigen Form der Reihe Stücke grösseren Umfanges gebildet werden für Klavier (1947) OCLC 77746929
    - Marsch (27. Oktober 1947) OCLC 843483057
    - Walzer (12. November 1947) OCLC 843483054
    - Sarabande (14. November 1947)  OCLC 843483055

  - IV  Vier Tokkaten in denen je ein Modus seine samtlichen Transpositionen vorführt für Klavier OCLC 940618514
    - I Toccata solenne
    - II Toccata burlesca
    - III Toccata funebre
    - IV Toccata frizzante

  - V Suite in e- moll (1949)  Suite in E in der sich die Formen der Reihe in freier Folge abwechseln für Klavier I Praeludium II Courante III Lied IV Gavotte IV Musette V Siciliano VI Walzer VII Ländler VIII Epilog  OCLC 838400683
  - VI  Vier Kanons für zwei Flöten (10, Juli 1950) OCLC 977210204
  - VII Sonatina à tre für Oboe, Englischhorn und Fagott OCLC 886456943
  - VIII  Divertimento für Klarinette in Es, Klarinette in B, Bassetthorn und Bassklarinette in B in dem die Reihe in mehrere selbständige Gruppen zerlegt wird  (Komponiert 1952, veröffentlicht 1954) OCLC 255704757
  - IX  Trio für Geige, Bratsche und Violoncello (komponiert 1950, veröffentlicht 1953) OCLC 487450281
- Parergon op. 15b, fünf Klavierstücke aus Zwölftonwerk op. 15 für Orchester instrumentiert von Hanns Jelinek, Universal-Edition, 1961 OCLC 8148895   I Walzer II Sarabande III Gavotte IV Musette V Siciliano
- Sinfonia brevis op. 16 (1948–50) OCLC 1115099208Ü
- Concertino für Streicher op. 17 (1951) OCLC 221888813
- Phantasie für Klarinette, Klavier und Orchester op. 18 (1951) OCLC 62293632
- Deux chants für eine hohe Singstimme und Klavier op. 19 OCLC 836514463
- Vier Strukturen für Klavier op. 20, Möseler, Wolfenbüttel, 1953 OCLC 19799405  I Permutation II Interpolation III 23 IV Rotation
- Zwölftonfibel für Klavier, 12 mal 12 sehr leichte bis mittelschwere Übungen und Spielstücke nebst allerlei Varianten und Tonleitern im Zwölfton op. 21, Möseler, Wolfenbüttel, 1953/54 OCLC 221888813
  - Heft. I/II: Einstimmige Vorbereitungsübungen OCLC 610710796
  - Heft III/IV  Einstimmige Elementarübungen OCLC 610710805
  - Heft V/VI: Leichte zweistimmige Übungen OCLC 1183797720
  - Heft VII/VIII:  Kleine Spielstücke OCLC 312298547
  - Heft IX/X:  Mittelschwere Übungen, Strukturen und Etüden OCLC 643154159
  - Heft XI/XII: Vortragsstücke, Möseler, Wolfenbüttel,1955 OCLC 165705071
- Sinfonia concertante (Sinfonie Nr. 6) op. 22 (1953) OCLC 725236609
- Teil der Filmmusik für Frühling auf dem Eis mit der Wiener Eisrevue (den anderen Teil komponierte Nico Dostal)[8][9][10][11] (1951)
- Prometheus für Bariton und Orchester (1951), Text: Johann Wolfgang von Goethe OCLC 77746929
- Drei Lieder für eine mittlere Singstimme und Klavier, Möseler, Wolfenbüttel, 1954 I Nachtlied., Text: Georg von der Vring. II Kümmerberg. Text: Georg von der Vring. III Die Zwingburg, Text: Conrad Ferdinand Meyer OCLC 935927244
- Selbstbildnis des Marc Aurel, Miniature für Sprechstimme, Flöte (oder Geige), Bratsche, Bassklarinette (oder Violoncello) und Klavier  op. 24 (3. Oktober 1954) OCLC 24393329  I Mein Erzieher Ii Diognetus III Rusticus IV Apollinius V Fronto VI Sextus
- Three Blue Sketches für Jazzsolisten (Flöte, Klarinette, zwei Saxophone, Trompete, Posaune, Vibraphon, Kontrabass und Schlagzeug) op. 25 OCLC 12540128[12][13]
- Preludio solenne  für großes Orchester op. 26, komponiert Wien 1. Mai 1956, Partitur 2. Juni 1956 OCLC 44423246
- Sonate für Violine op. 27, Jelinek, Wien, 1957 komponiert OCLC 746985597
- Unterwegs nützlich ist der lange Regen, Kantate nach Worten von Franz Kießling für Sopran, Vibraphon und Kontrabass. op. 28,Edition Moder, München, 1957 OCLC 746979673
- Vier Songs nach Gedichten von Franz Kiessling für mittlere Stimme und Klavier op. 29, komponiert 1957, Edition modern, München, 1959  OCLC 214342320I In der Sterbestunde einer Rose II Das Ganze III Nicht nur der Tänzer IV Wenn Ihr wissen wollt
- Ollapotrida für Flöte und Gitarre op. 30,Edition modern, München, 1957 OCLC 474187623
- The Dances around the Steel Blue Rose Ballett (1956–59)
- Canon nuptiale für gemischten Chor (1959) OCLC 813385118
- Sonata ritmica für Jazzband und großes Orchester (Neue Partitur 1960)[12]
- Two Blue o’s op. 31 für Celesta, Cembalo, Harfe, Chimes, Vibraphon, Xylorimba, Kontrabass und Schlagzeug, komponiert 1958, Edition modern, München, 1959 OCLC 24393328 I Organ Point II Ostinato
- Zehn zahme Xenien für Violine und Klavier op. 32, Edition modern, München, 1960 OCLC 746754664
- The dances around the steel blue rose, Ballett op. 33[12]
- Rai Buba, Etüde für Klavier und großes Orchester op. 34 (1962)
- Vorspiel zu einer Komödie[12]

### Editionen als Herausgeber
- Libelli dodecaphonici eine Sammlung von Übungs- und Spielstücken für verschiedene Instrumente und Stimmen, Universal-Edition, 1961 OCLC 180123316

- Libelli dodecaphonici, 2 : eine Sammlung von Übungs- und Spielstücken für verschiedene Instrumente und Stimmen

### Schriften
- Musikalisches Hexeneinmaleins In der Sterbestunde einer Rose II. Das Ganze III. Nicht nur der Tänzer IV. Wenn Ihr wissen wollt . In: Österreichische Musikzeitschrift. 1951 Nr. 6 doi:10.7767/omz.1951.6.67.183
- Anleitung zur Zwölftonkomposition nebst allerlei Paralipomena. 2 Bände. Wien 1952.OCLC 1141404753
  - Band I, Allgemeines und vertikale Dodekaphonik
  - Band II, Horizontale Dodekaphonik, Kombinationen und Ableitungen
  - Anhang:Tabellen und Kompositionsbeispiele von Schoenberg, Webern und Jelinek, Universal-Edition, 1952 OCLC 174855390
- Paralipomena zur Anleitung in der Zwölftonkomposition. In: Österreichische Musikzeitschrift. 1952 Nr. 12 doi:10.7767/omz.1952.7.jg.168
- Die Wiener Schule. In: Österreichische Musikzeitschrift. 1958. Nr. 4 doi:10.7767/omz.1958.13.4.164
- Die krebsgleichen Allintervallreihen. In: Archiv für Musikwissenschaft. 18. Jg., 1961. JSTOR:930340
- Musik in Film und Fernsehen. In: Österreichische Musikzeitschrift, 23. Jg., 1968.

### Filmmusik
- 1944/48: Ein Mann gehört ins Haus
- 1948: Königin der Landstraße
- 1949: Lambert fühlt sich bedroht
- 1950: Frühling auf dem Eis